# Église orthodoxe de Grèce - Saint-Synode en résistance
L'Église orthodoxe de Grèce - Saint-Synode en résistance était une Églises indépendante orthodoxe vieille-calendariste de Grèce.

## Histoire
Le premier hiérarque et président du Saint Synode était le Métropolite Cyprien d'Oropos et Phyli du 18 avril 1985 jusqu'à sa mort en 2014. Métropolite Cyprien II est élu à sa suite.
Elle fusionne avec l'Église des vrais chrétiens orthodoxes de Grèce - Synode chrysostomite le 18 mars 2014.